# Астаф'єва Ольга В'ячеславівна
Ольга В'ячеславівна Астаф'єва (рос. Ольга Вячеславовна Астафьева; нар. 15 листопада 1977) — російська футболістка, півзахисниця. Мастер спорту Росії.

## Життєпис
Вихованка посадського футболу, тренер — Олександр Юрійович Червяков. У 1994 році разом з тренером і групою гравців з Сергієва Посада перейшла в «Волжанку» (Чебоксари), яка грала у вищій лізі. Провела в клубі три сезони до його розформування на початку 1997 року, стала найкращим снайпером команди в сезоні 1994 (7 голів).
З 2003 року грала у вищій лізі за «Надію» (Ногінськ), «Пріаліт» (Реутов), СКА (Ростов-на-Дону). Наприкінці кар'єри провела два сезони в воронезької «Енергії», ставала бронзовим (2009) і срібним (2010) призером чемпіонату Росії.
Закінчила тренерський факультет МДАФК. Станом на кінець 2010-х років працювала дитячим тренером у Сергієвому Посаді.

## Досягнення
- Чемпіонат Росії
  -  Срібний призер (1): 2010
  -  Бронзовий призер (3): 1997, 2005, 2009

- Чемпіонат України
  -  Бронзовий призер (1): 2002